# Hierarchical File System
HFS (Hierarchical File System) とは、Appleが設計・開発、1985年9月に発表してSystem 3.1から採用されたファイルシステムである。日本ではしばしば「Mac OS 標準フォーマット」ともいう。

## 本システム採用前のMacintosh
初期Macintoshで使用されていたMacintosh File System（MFS）はフラットなファイルシステムであり、フォルダはFinderレベルでエミュレートされていた。そのため、アプリケーションからはすべてのファイルが同一階層に見え、ファイル数が少ないフロッピーディスクではあまり問題にならないものの、ハードディスクで使用し、アプリケーションから扱うファイル数が増えるにつれ不便なものとなってきていた。その上、約100ファイルを越えると非常に不安定になった。

## HFSの特徴
上記MFSでは未対応だったフォルダによる階層構造をサポートしていることから、名称に"Hierarchical"の"H"を冠している。
二つのフォークを持つ。すなわち、主データ（データフォークと呼ばれる）の他にリソースフォークというメタ情報を持つことで知られている。また大文字と小文字の区別をしない。
ファイルシステムの中では比較的新しい部類に入り、把握しやすいボリュームの扱いや、シンボリックリンク・ショートカットより先進的なエイリアス機構を備えるなど、設計上優れた部分も多い。
ブロックサイズ（管理単位）は、ボリュームサイズ32MiBまで512バイト、以降32MiB毎に512バイトずつ増加し（64MiBを超えたサイズでは、FATファイルシステムのようにいきなり倍になることはない）、225〜256MiBでHFS+と同じ4KiBになる。2GiB（System 7.1.x(他国語版を含む 以下同様)までの上限）で32KiB、4GiB（System 7.5 7.5.1での上限）で64KiB、2TiB（System 7.5.2以降での上限）では32MiBになる。

## 後発OSでの対応状況
Classic Mac OSでは 1998年のバージョン8.1にて後継となるHFS+が導入されたが、引き続きHFSからの起動や読み書きに対応していた。Mac OS XではHFSパーティションからの起動はできないが、v10.5までは読み書きは可能である。Mac OS X v10.6以降では書き込みが不可能となり、2016年のmacOS Sierra 10.12にて非対応となった。